# Park Taoranting
Park Taoranting (chiń. upr. 陶然亭公园, chiń. trad. 陶然亭公園, pinyin Táorántíng Gōngyuán) – park miejski znajdujący się w Pekinie, w południowo-wschodniej części dzielnicy Xuanwu. Obejmuje powierzchnię 59 hektarów, z czego 17 hektarów zajmuje jezioro.
Początki parku sięgają III wieku p.n.e. Za czasów dynastii Jin znajdował się na przedmieściach ówczesnego Pekinu. W ciągu następnych wieków na obszarze parku powstawały prywatne ogrody należące do arystokracji.
Główną budowlą parku, która nadała mu nazwę, jest pochodzący z czasów dynastii Qing pawilon Taoran, służący ongiś jako miejsce wypoczynku dla uczonych, którzy komponowali i recytowali tutaj wiersze oraz eseje, bądź obserwowali księżyc. Jest to jeden z czterech najsłynniejszych budynków tego typu w Chinach. Został wzniesiony w 1695 roku przez Jiang Zao, ministra na dworze cesarza Kangxi. W przeszłości służył on jako popularne miejsce spotkań i dyskusji na tematy polityczne. Spotykali się tu i udzielali wykładów m.in. Zhang Zhidong, Kang Youwei, Liang Qichao, Sun Jat-sen czy Li Dazhao. 
Mimo długiej i bogatej historii po upadku monarchii park stopniowo niszczał; w chwili powstania Chińskiej Republiki Ludowej w 1949 roku stanowił zachwaszczone siedlisko komarów, a po zmroku grasowali w nim bandyci. W 1952 roku przeprowadzono renowację parku. W jej trakcie m.in. pogłębiono jezioro, a z pozyskanej w ten sposób ziemi usypano sztuczne pagórki.
Sam pawilon Taoran jest częścią Świątyni Łaski (Cibei), usytuowanej w południowo-wschodnim krańcu wyspy parkowego jeziora. Świątynię wzniesiono w czasach panowania dynastii Yuan. Składa się ona z trzech pawilonów, obejmujących powierzchnię 3,000 m². Obecnie w zabudowaniach świątyni mieści się muzeum, w którym przechowywane są m.in. kamienne stele.
W 1985 roku wewnątrz parku utworzono drugi park, na terenie którego wzniesiono repliki 36 słynnych budowli z różnych regionów Chin.
Park stanowi popularne miejsce wypoczynku, do atrakcji należą m.in. centrum minigolfa oraz letnie rejsy łódką po jeziorze, które zimą służy jako miejsce do jazdy na łyżwach.